# Бергамаски, Валентина
Валентина Бергамаски (итал. Valentina Bergamaschi, 22 января 1997 года, Варесе, Италия) — итальянская футболистка, форвард клуба «Милан» и сборной Италии. Бронзовый призёр чемпионатов мира и Европы 2014 года в возрастной категории до 17 лет. Чемпионка и обладательница Кубка Швейцарии 2017 года.

## Карьера

### Клубы
Валентина Бергамаски родилась 22 января 1997 года в Варесе. В футбол она начала играть в детской команде города Каравате. Перед началом сезона 2011/12 она подписала контракт с командой «Альто Вербано», выступавшей в серии D. Летом 2014 года Валентина перешла в команду второго дивизиона чемпионата Швейцарии «Рапид» из Лугано. По итогам сезона 2014/15 клуб одержал победу в чемпионате и вышел в высший дивизион. Перед началом следующего сезона женская команда отделилась от мужского клуба и сменила название на «Лугано 1976».
В 2016 году Бергамаски перешла в «Нойнкирх». В составе команды в сезоне 2016/17 она стала обладательницей Кубка Швейцарии, выиграла золотые медали и стала лучшим бомбардиром чемпионата. В июне 2017 года Нойнкирх снялся с чемпионата из-за финансовых проблем. Месяц спустя Валентина перешла в «Брешиа».
В июле 2018 года она подписала контракт с «Миланом».

### Сборная
В 2014 году Валентина в составе сборной Италии возрастной категории до 17 лет стала бронзовым призёром чемпионата Европы и мира. В мае 2019 года она вошла в заявку сборной Италии на чемпионат мира во Франции.

## Достижения

### Клубы
Нойнкирх:
- Чемпионат Швейцарии: 2016/17
- Кубок Швейцарии: 2016/17

 Брешиа:
- Суперкубок Италии: 2017